# Asidei
Gli Asidei (dall'ebraico chassidim, pii, devoti) rappresentano un movimento religioso giudaico apparso al principio dell'età dei maccabei (metà del II secolo a.C.). Alleati di Mattatia nella resistenza armata al re seleucide Antioco IV Epifane, erano una comunità di strenui assertori della Torah con tendenze ascetiche, e zelanti, quando non fanatici, assertori di un integralismo jahvista. Verso il 150 a.C., secondo Giuseppe Flavio, gli Asidei si sarebbero differenziati in Farisei ed Esseni.